# American Economic Association
A American Economic Association (associação americana de economia, AEA) é a antiga e reconhecida das organizações profissionais em economia. Foi fundada em 1885. O seu atual presidente é William D. Nordhaus da Universidade de Yale.
A AEA publica três jornais academicos: o American Economic Review, o Journal of Economic Literature e o Journal of Economic Perspectives.
Desde janeiro de 2009 que publica quatro novas revistas: "American Economic Journal : Macroeconomics", "American Economic Journal: Economic Policy", "American Economic Journal: Applied Economics", e "American Economic Journal: Microeconomics".
A associação tem também a seu cargo uma base de dados bibliográfica que analisa e indexa, desde 1969, a literatura internacional no domínio das  ciências económicas, financeiras e sociais, EconLit.
A AEA organiza uma reunião anual na qual os seus membros apresentam os artigos resultantes da sua pesquisa. Esta reunião é também um importante ponto para o recrutamento de jovens economistas (job market).
A associação atribui anualmente a medalha John Bates Clark. Até 2010 era atribuída a cada dois anos. Em 2009 foi atribuída pela primeira vez a um cidadão estrangeiro, Emmanuel Saez. Em 2007, Susan Athey foi a primeira mulher a ser agraciada .